# Coenonympha unigemmata
Coenonympha unigemmata är en fjärilsart som beskrevs av Blachier. Coenonympha unigemmata ingår i släktet Coenonympha och familjen praktfjärilar. Inga underarter finns listade i Catalogue of Life.